# Comunità della Valle di Cembra

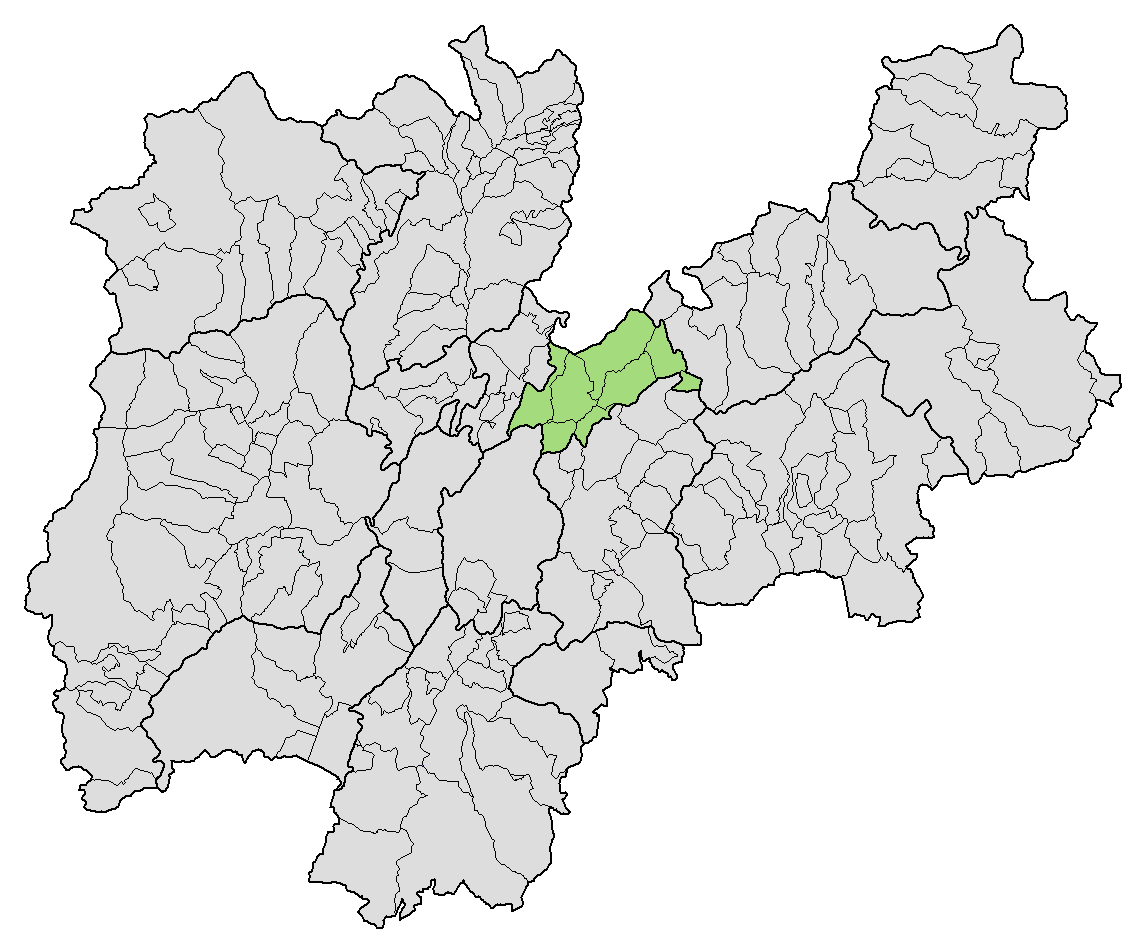
Lage der Comunità della Valle di Cembra in der Autonomen Provinz Trient

Die Comunità della Valle di Cembra (italienisch für Gemeinschaft Cembratal) ist eine Talgemeinschaft der Autonomen Provinz Trient. Der Gemeindeverband hat seinen Verwaltungssitz in der Gemeinde Cembra Lisignago in der Fraktion Cembra.

## Lage
Die nordnordöstlich von Trient gelegene Talgemeinschaft Valle di Cembra umfasst die am Unterlauf des Avisio liegenden Gemeinden im mittleren und unteren Cembratal. Sie grenzt im Nordosten an die Talgemeinschaft des Fleimstals und im Südwesten bei Lavis nördlich des Avisio an die Piana Rotaliana sowie südlich an das Gemeindegebiet von Trient. Im Nordwesten grenzt sie entlang des Bergkamms Dossone di Cembra, der das Cembratal vom westlich gelegenen Etschtal trennt, an die Bezirksgemeinschaft Überetsch-Unterland in der Autonomen Provinz Bozen – Südtirol, während sie im Osten und Südosten an die Hochebene von Piné sowie an die westlichen Ausläufer der Lagorai-Kette grenzt. Die Talgemeinschaft hat eine Gesamtfläche von 135,34 km².

## Gemeinden der Comunità della Valle di Cembra
Zur Talgemeinschaft Cembratal gehören folgende sieben Gemeinden:
| Wappen | Gemeinde         | Bevölkerung | Höhe  | Fläche | Lage |
| ------ | ---------------- | ----------- | ----- | ------ | ---- |
|        | Albiano          | 3.070       | 644 m | 9,96   | ⊙    |
|        | Altavalle        | 1.631       | 672 m | 33,56  | ⊙    |
|        | Cembra Lisignago | 2.352       | 666 m | 24,11  | ⊙    |
|        | Giovo            | 2.512       | 496 m | 20,81  | ⊙    |
|        | Lona-Lases       | 865         | 639 m | 11,37  | ⊙    |
|        | Segonzano        | 1.356       | 660 m | 20,71  | ⊙    |
|        | Sover            | 782         | 831 m | 14,82  | ⊙    |

Bevölkerung (Stand 31. Dezember 2023)
Fläche in km²

## Schutzgebiete
Auf dem Gebiet der Talgemeinschaft Valle di Cembra befinden sich sieben Natura 2000 Schutzgebiete sowie 23 kommunale Biotope.